# Colonization: Aftershocks
Colonization: Aftershocks este un roman științifico-fantastic de istorie alternativă din 2001 de Harry Turtledove. Este a șaptea parte a seriei Worldwar. A fost publicat de Del Rey Books la 30 ianuarie.
Punctul de divergență are loc în 1941-1942, în timp ce Pământul este sfâșiat de al Doilea Război Mondial. O flotă extraterestră sosește pentru a cuceri planeta, forțând națiunile aflate în război să facă alianțe neplăcute împotriva invadatorilor. Între timp, extratereștrii, care se referă la ei înșiși ca The Race (Rasa), descoperă că inamicul lor (omenirea) este mult mai feroce și mai avansat tehnologic decât se aștepta.